# Bażant tajwański
Bażant tajwański, bażant mikado (Syrmaticus mikado) – gatunek ptaka z rodziny kurowatych (Phasianidae). Występuje endemicznie na Tajwanie – w górach w głębi wyspy. Nie jest zagrożony wyginięciem. Często spotykany w hodowli.
SystematykaGatunek ten po raz pierwszy zgodnie z zasadami nazewnictwa binominalnego opisał w 1906 William Robert Ogilvie-Grant w oparciu o parę środkowych sterówek pochodzących z nakrycia głowy jednego z tubylców. Autor nadał gatunkowi nazwę Calophasis mikado, a jako miejsce typowe wskazał górę Arizan w centrum Tajwanu. Obecnie gatunek umieszczany jest w rodzaju Syrmaticus. Nie wyróżnia się podgatunków.

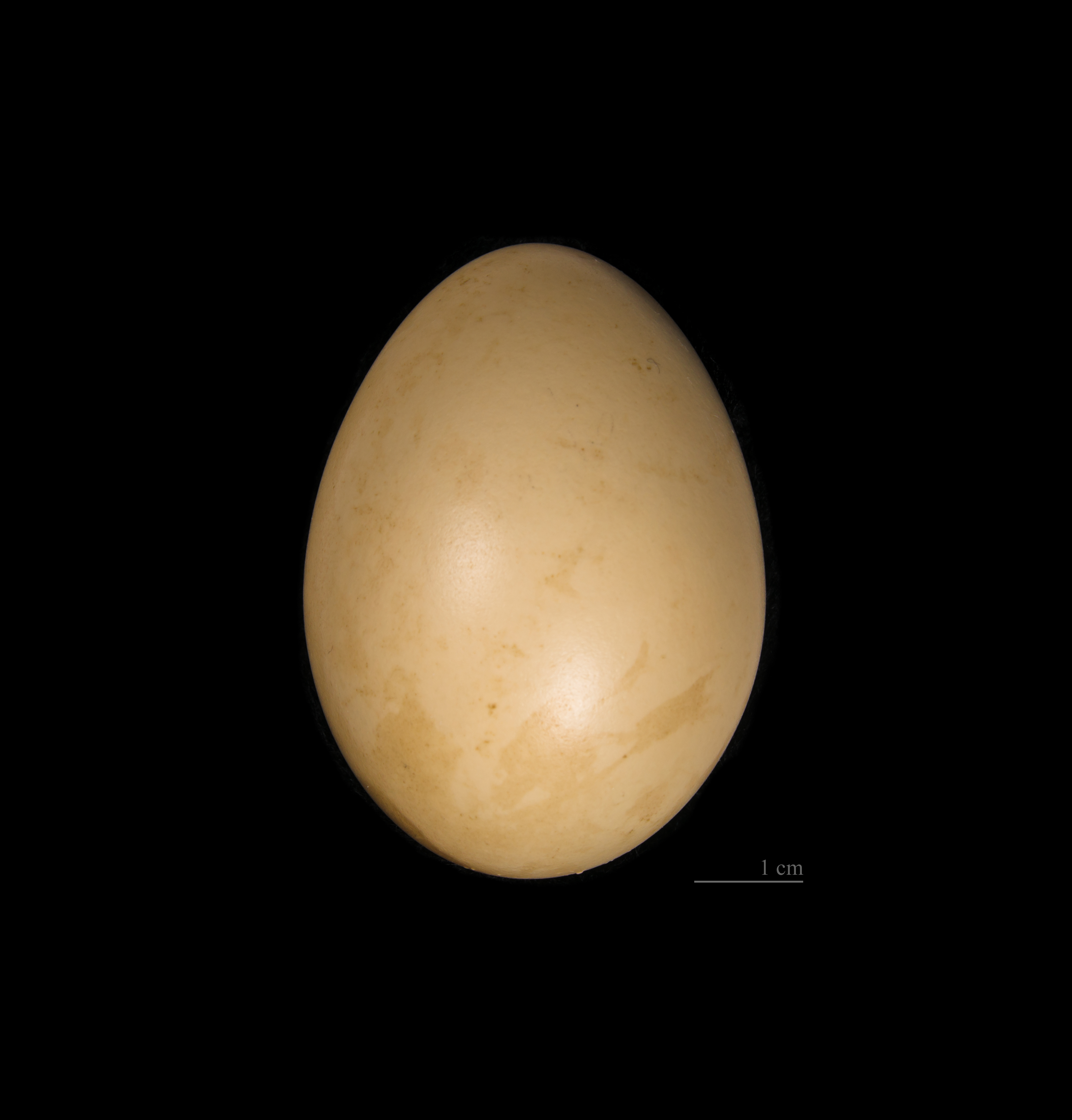
Jajo z kolekcji muzealnej

MorfologiaSamiec mierzy do 75 cm długości (w tym ogon 40 cm) i jest czarny z granatowym połyskiem w białe prążki. Posiada czerwone plamy na policzkach. Samice są bardzo podobne do innych samic z rodzaju Syrmaticus.
ŚrodowiskoZamieszkuje lasy z gęstym podszytem i bambusami na stromych zboczach gór w przedziale wysokości od 1800 do 3300 m n.p.m., a być może jeszcze wyżej.
RozródW lęgu 5–10 jaj, inkubacja trwa 27–28 dni. Młode uzyskują dojrzałość płciową już w pierwszym roku życia.
StatusMiędzynarodowa Unia Ochrony Przyrody (IUCN) uznaje bażanta tajwańskiego za gatunek najmniejszej troski (LC – Least Concern). Liczebność populacji szacuje się na 20–100 tysięcy dorosłych osobników. Trend liczebności populacji uznaje się za stabilny. Do głównych zagrożeń dla gatunku należą: utrata siedlisk oraz presja ze strony myśliwych, która jest znacznie mniejsza niż dawniej, ale nadal istnieje, nawet na obszarach chronionych.